# Infoproduto
Infoproduto é produto não tangível, informação digital que pode ser vendida ou disponibilizada gratuitamente na forma de arquivo para download na internet. Há diversos: ebooks, apostilas, cursos, videoaulas, screencasts, aplicativos, kits, etc. A proposta é resolver problema de quem os adquire.
Esse comércio não requer espaço físico para armazenagem, não requer embalagens físicas ou taxas de entrega (frete). O produto é transferido pela Internet. E o mesmo produto pode ser replicado praticamente sem custos, gerando grande lucratividade.
Qualquer pessoa que tenha conhecimentos específicos em determinada área ou assunto pode tornar-se um produtor.
Em geral, os vendedores participam de Marketing de Afiliados, realizando vendas comissionadas. As duas principais maneiras utilizadas são os programas de afiliados (de uma empresa ou infoprodutor específico) ou plataformas de afiliados (com um número maior de anunciantes que podem ser escolhidos pelo afiliado).
Existem sites especializados em cobranças via cartão de crédito, cartão de débito e boleto bancário. O interessado em comercializar infoprodutos pode ter conta nesses serviços e receber seus pagamentos através deles, comodamente e sem burocracia.
Há um leque amplo de técnicas de marketing digital a serem aplicadas para a venda de infoprodutos.